# Король Кокосовых островов

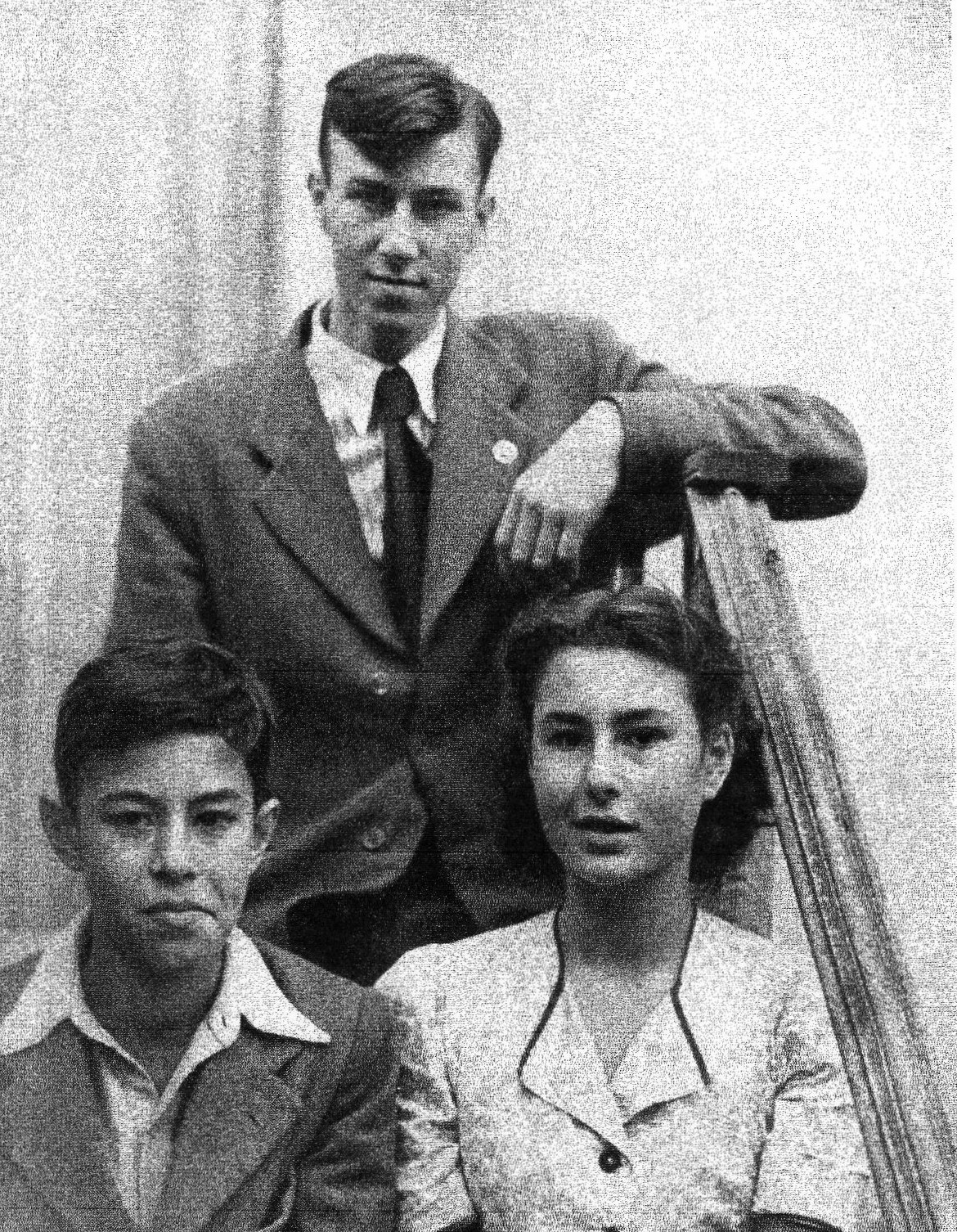
Семья Клюнис-Росс, поколение 1930-х годов

Король Кокосовых островов — самопровозглашенный титул владельцев Кокосовых островов, передававшийся в 5 поколениях семьи Клюниc-Росс с 1827 года по 1978 года. Титул был провозглашен Джоном Клюниc-Россом, шотландским капитаном, основавшим первое поселение на Саут-Айленде, в 1827 году.

## История

### Джон Клюнис-Росс (Росс I)
Джон Клюнис-Росс родился в 1786 году в Вейсдейле, небольшой деревне на Шетландских островах. В 1813 занимал должность третьего помощника и гарпунщика на китобойном судне Баронесса Лонгвиль, промышлявшем рядом с Тимором, когда получил возможность стать капитаном брига Оливия.
В 1825 году Джон Клюнис-Росс впервые оказался рядом с необитаемым Кокосовым островом. После обследования острова Джон решил поселиться на нём. В 1827 году Джон со своей семьей и другом переехал на остров и провозгласил себя королем Россом I. Джошуа Слокам придерживается другой периодизации. Он пишет, что Джон Клюнис-Росс наткнулся на остров в 1814 году, когда ходил на корабле к Борнео, а через 2 года переехал туда вместе со своей семьей, тёщей и 8 моряками для заселения. По прибытии на остров Клюнис-Росс нашёл на нём Александра Хэйра, английского торговца, печально известного гаремом из малайских женщин и работорговлей. Клюнис-Росс и Хэйр не ладили друг с другом, и в 1831 году последний покинул остров.
Клюнис-Росс и Хэйр завезли на остров малайских рабочих для выращивания пальм и производства копры и кокосового масла. В 1836 году Чарльз Дарвин посетил Кокосовый остров и отметил, что на нём проживало больше сотни малайцев, которые, формально являясь свободными людьми, фактически жили в рабских условиях. В 1837 году рабочие устроили забастовку, требуя повышения зарплат. Клюнис-Росс пообещал предоставить каждой семье дом с садом.
Клюнис-Росс торговал с голландскими судами, ходящими от Явы и Суматры. Вскоре он принял голландское гражданство.

### Джон Георг Клюнис-Росс (Росс II)
В 1851 году Джон Георг Клюнис-Росс стал управлять островом. В 1857 году на остров прибыл капитан Стивен Фримантл, который взял остров под свое управление от имени правительства Великобритании, Джон Георг был назначен управляющим, а капитан покинул остров, пробыв на нём 3 месяца. Появление британского капитана никак не повлияло на автономию Клюнис-Росса, но расстроило его торговые договоры с правительством Явы. В 1860 году Джон Георг прибыл в Великобританию с просьбой о присоединении его владений в состав Британских колоний. Его прошение осталось без ответа. В 1864 году на остров прибыл ещё один британский корабль, завершивший исследование острова. Также оказалось, что капитан Стивен Фримантл по ошибке аннексировал остров, считая, что высадился на острове, входящем в состав Андаманских островов.

### Георг Клюнис-Росс (Росс III)

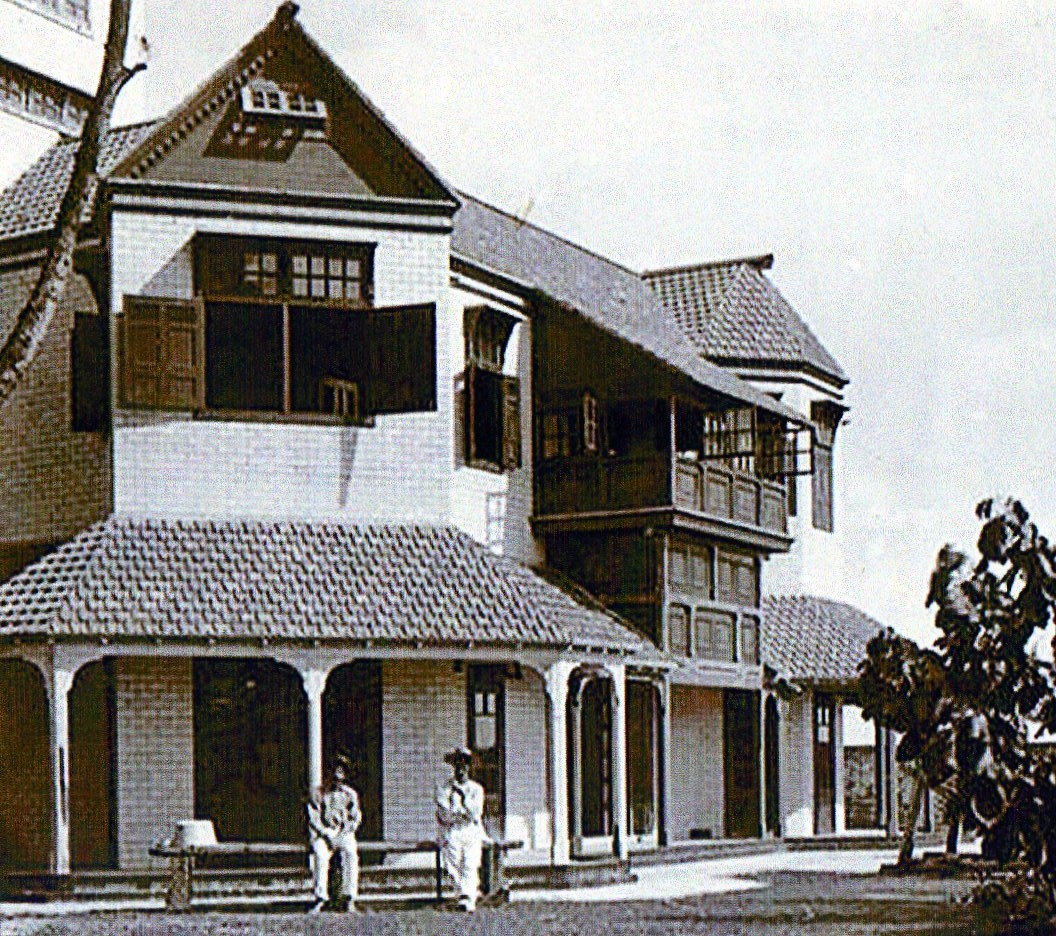
«Oceania House» ― резиденция семьи Клюнис-Росс, строившаяся с 1887 по 1904 год

В 1871 году после смерти отца королем островов стал Георг Клюнис-Росс, старший сын Джона Георга. Георг не сразу вступил в управление, а собрал жителей для выбора нового руководителя острова. На собрании Георг был выбран новым правителем Кокосовых островов. В 1868 году Георг женился на девушке из килингских малайцев.
В 1886 году королева Виктория пожаловала острова в вечное владение семье Клюнис-Росс, а Кокосовые острова включила в состав колонии Стрейтс Сетлментс. Ежегодно на остров приезжал инспектор, который отметил, что семья Клюнис-Росс буквально является владельцем острова: ими вводятся, толкуются и исполняются законы, на острове ходят свои деньги, Клюнис-Росс полностью контролируют внешнюю и внутреннюю торговлю и сами обеспечивают все потребности жителей острова. С 1837 года на острове отсутствовали металлические деньги, а с 1887 года Георг стал выпускать собственные рупии Кокосовых островов.
Георг заинтересовался соседним Островом Рождества, направив на него геолога Джона Мюррея, который нашел там богатые залежи фосфатов. В 1891 году Министерство по делам колоний одобрило совместную аренду острова Георгом Клюнис-Россом и Джоном Мюрреем.
В 1901 году подводный телеграф соединил Кокосовый остров с Великобританией и Австралией. В 1909 году циклон разрушил около 90 % кокосовых плантаций.

## Другие члены династии
- Клюнис-Росс, Альфред (1851—1903) — регбист, сын Джона Джорджа Клюнис-Росса (Росса II).
- Клюнис-Росс, Иэн[англ.] (1899—1959) — глава CSIRO, внучатый племянник Росса I.